# Sabah FA

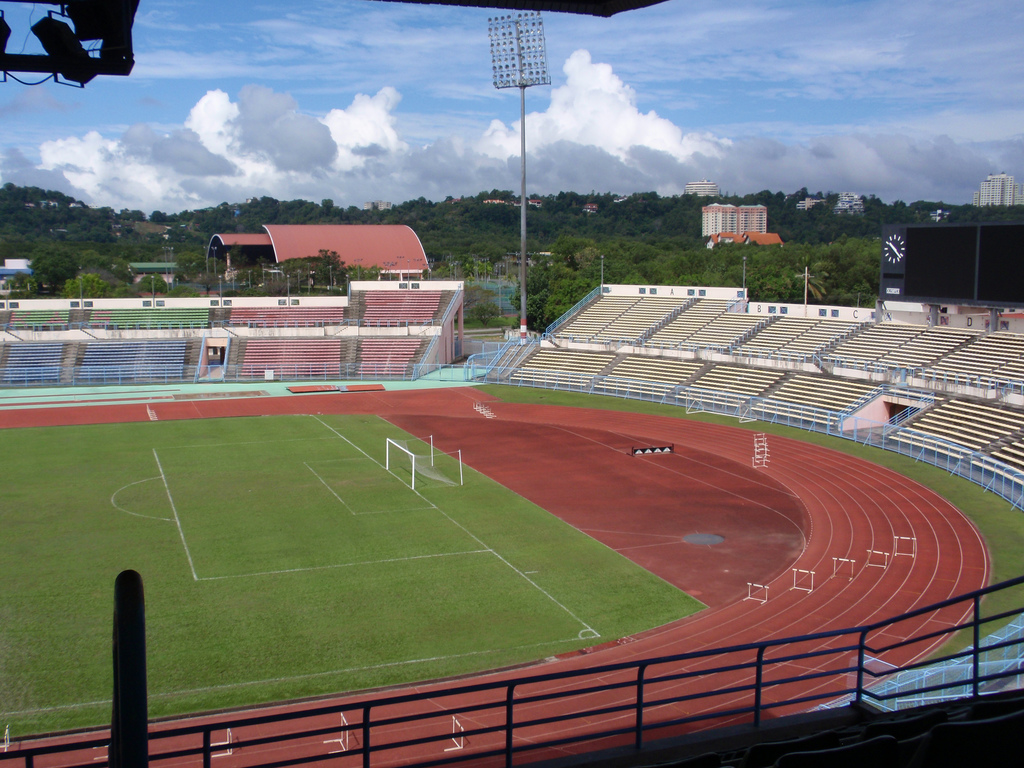
El Likas Stadium, sede del Sabah FA.

El Sabah FA es un equipo de fútbol de Malasia que juega en la Liga Premier de Malasia, la segunda liga de fútbol más importante del país.

## Historia
Fue fundado en 1963 en el Estado de Sabah, en la isla de Borneo y es uno de los 14 equipos estatales que participan en la estructura del fútbol malayo. Pertenecieron a la Asociación de Fútbol Amateur de Sabah es sus primeros años, y calificaron por primera vez a la Copa de Malasia en 1977, aunque entraron oficialmente un año más tarde.
Al entrar la era del fútbol profesional a Malasia, el Sabah FA obtuvo gran fama en los inicios de la era, así como uno de los más competitivos, aunque ese éxito se apagó debido al escándalo de arreglo de partidos en 1994, el cual destruyó al fútbol malayo.
Luego de eso, el equipo entró en un proceso de reconstrucción, obteniendo su primer logro, la Copa FA de Malasia en 1995, y un año más tarde ganaron el título de liga y también jugaron su primera final de la Copa de Malasia, la cual perdieron ante el Selangor FA en penales.

## Rivalidades
La rivalidad es con el Sarawak FA, con quien protagonizan el Derby de Borneo, el cual es para ver quien es el club más fuerte de la isla.

## Palmarés
- Superliga de Malasia: (1)

1996
- Copa FA de Malasia: (1)

1995
- Copa de Borneo

1962, 1963, 1967, 1969, 1970, 1971, 1972
1977, 1978, 1979, 1980, 1983, 1984, 1985

## Participación en competiciones de la AFC
| Temporada | Torneo           | Ronda | Club               | Casa | Visita | Global |
| --------- | ---------------- | ----- | ------------------ | ---- | ------ | ------ |
| 1995/96   | Recopa de la AFC | 1     | An Giang FC        | 3-0  | 0-1    | 3-1    |
| 1995/96   | Recopa de la AFC | 2     | Bellmare Hiratsuka | 1-2  | 0-5    | 1-7    |